# 立花孝志
立花 孝志（たちばな たかし、1967年〈昭和42年〉8月15日 - ）は、日本の政治家、YouTuber、タレント。政治団体・NHK党（現在のみんなでつくる党とは別団体）の党首。タレント業においては元NHK党候補者だった人物が代表をつとめる渡邉エージェンシー所属。
日本放送協会職員、パチプロ、フリージャーナリストを経て政界入りし、千葉県船橋市議会議員（任期途中辞任、在任期間約15か月）、東京都葛飾区議会議員（任期途中辞任、在任期間約29か月）、参議院議員（任期途中辞任、在任期間約3か月）、NHK党（国政政党）党首（初代）を務めた。

## 経歴

### 出生から学生時代
大阪府泉大津市出身。助松団地36号棟で生まれ育つ。父親は普通のサラリーマン。5歳くらいまで両親がいたが、離婚したため父と姉と3人で助松団地に暮らす。立花が小学校5年生の時に栄養失調になったため母親が戻ってきた。泉大津市立条東小学校、泉大津市立小津中学校を経て、大阪府立信太高等学校卒業。

### NHK入局から退職後
1986年4月、教師の勧めで日本放送協会（NHK）に入局し、和歌山放送局庶務部に配属される。1991年7月、NHK大阪放送局経理部に異動。1998年7月、当時のスポーツ報道センターのセンター長兼担当局長の要請で、NHK本部報道局スポーツ報道センター（企画・制作）に異動。
2004年7月、NHK本部編成局（経理）に異動。
2005年4月、週刊文春でNHKの不正経理を内部告発し、7月に自身の不正経理で懲戒処分を受けNHKを依願退職する。
その後フリージャーナリストとして活動を始める。NHK退職後8年間はパチプロで生計を立てていた。
2012年9月7日、立花孝志ひとり放送局株式会社を設立し同名のホームページを開設した。

### 地方選挙へ出馬

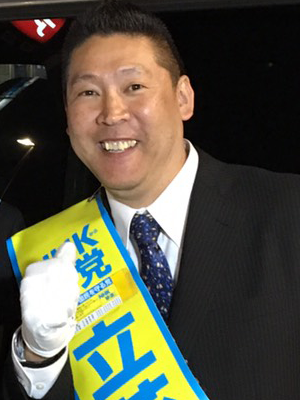
新小岩駅南口ロータリーにて（2017年11月10日撮影）

大阪で民主党（当時）の森山浩行衆議院議員のボランティアスタッフやみんなの党のサポーターなどを務めた後、2013年6月、政治団体「NHK受信料不払い党」（設立1か月後の7月に「NHKから国民を守る党」へ党名変更）を設立し、代表に就任。
2013年9月、大阪府摂津市議会議員選挙に立候補したが、落選する。その5か月後の2014年2月、今度は東京都町田市議会議員選挙に立候補するも、再び落選。2度の落選を経て、2015年4月の千葉県船橋市議会議員選挙に立候補し、2622票で当選を果たす。船橋市議会では保守系・自民党系会派「研政会」に所属する。
2016年7月、船橋市議会議員を任期中に辞任して東京都知事選挙に立候補したが、落選。NHKの政見放送で「NHKをぶっ壊す！」などとNHK批判を展開し、ネット界で話題となる。
2017年1月、大阪府茨木市議会議員選挙、7月、東京都議会議員選挙（葛飾区選挙区）に立候補するも落選。再び落選が続くと、2017年11月、東京都葛飾区議会議員選挙で、2954票で当選。
2018年4月、埼玉県さいたま市に本社を置く芸能事務所「渡邉エージェンシー」と専属契約を交わしたことを発表する。
2019年5月、大阪府堺市長選挙に党公認で立候補したが、落選（立候補に伴い葛飾区議会議員を失職）。

### 国政政党党首として
2019年7月21日投開票の第25回参議院議員通常選挙に比例区から立候補し当選した。同時に同党は政党要件を満たしたため、国政政党の党首となった。
同年10月8日、参議院議員を辞職（失職）し、同月10日に告示される予定の参議院埼玉県選挙区の補欠選挙に立候補する意向を表明した。告示日の同月10日、立候補を届け出たことで、公職選挙法の規定により参議院議員を退職（自動失職）した。参議院議員に当選してからわずか3か月足らずでの退職であり、2025年までの任期（残り任期約6年）の参議院議員を退職して、2022年までの任期（残り任期約3年）の参議院議員の補欠選挙に立候補する珍事となった。なお、立花の退職により欠員補充として、新人の浜田聡が繰上当選となった。
10月27日の投開票の結果、前埼玉県知事の上田清司に敗れ落選した。同月19日の会見で、同補欠選挙で落選した場合、11月10日に投開票が行われる海老名市長選挙に立候補する意向を示し、落選の2日後に正式に表明した。投開票の結果、現職の内野優に敗れ落選した。
11月12日、同月24日投開票の桜井市長選挙への立候補の意向を示した。投開票の結果、現職の松井正剛に敗れ落選した。
落選後、12月8日投開票の小金井市長選挙への立候補の意向を示した。投開票の結果、現職の西岡真一郎に敗れ落選した。
2020年1月31日、4月に行われる静岡4区補欠選挙に立候補の意向を示したが、後に撤回した。
2020年4月、7月5日に行われる東京都知事選挙に出馬することを表明。自らが代表となって新規に立ち上げた「ホリエモン新党」の公認（NHKから国民を守る党推薦）候補として立候補した。なお、同選挙には同党から立花を含め3人が立候補した。投開票の結果、現職の小池百合子に敗れ落選した。
2022年1月20日、NHKへの威力業務妨害などの罪で、懲役2年6か月・執行猶予4年の判決を受け、その後確定した（後述）。

### NHK党（国政政党）の党首辞任
2023年3月8日、海外に滞在したまま国会欠席を続ける党所属のガーシー参議院議員が懲罰処分「議場での陳謝」が予定されたこの日の参議院本会議も欠席したことを受け、同日をもって党首を引責辞任し、党事務局長に就任。党名も「政治家女子48党」に変更すると発表した。記者会見では新党首の大津綾香らと共に笑顔を見せていた。
3月22日、NHKへの威力業務妨害などの罪に問われた裁判の上告審で、最高裁は立花側の上告を棄却した。
その後党運営を巡り大津と対立し、4月7日に立花は「党を解党する危険性があった」として大津を除名にし、新たな代表者に齊藤健一郎参議院議員が、自身は代表権を持たない党首に就任したと発表。一方で大津側は辞任を否定した。
2024年3月21日、東京地裁は齊藤が登記の代表者名を自身に変更するため、大津に「辞任した」との書面を作成するよう求めた訴訟について、請求を棄却した。
2024年東京都知事選挙では、政治団体「NHKから国民を守る党」として24人の候補者を擁立し、同団体に割り当てられる最大24枠のポスターを貼る権利を販売する方針を示した。

### 2024年兵庫県知事選挙への出馬
兵庫県知事である斎藤元彦のパワハラ疑惑や兵庫県庁内部告発文書問題を巡る、一連の県議や県議会やメディアの動きに疑問を覚えたとして、『メディアぐるみでの斎藤イジメ』を主張し、2024年10月24日、兵庫県知事選挙に立候補を表明。立花は県庁での取材で、兵庫県庁内部告発文書問題について、「知事が辞めなければいけないほどの違法行為は見つかっていない。なのに県議会が全会一致で知事を辞めさせた」「自分の当選は考えていない。選挙運動をしながら、合法的に斎藤氏をサポートをしたい」とし、斎藤を選挙運動により支援する「2馬力選挙」が出馬理由であると説明した。

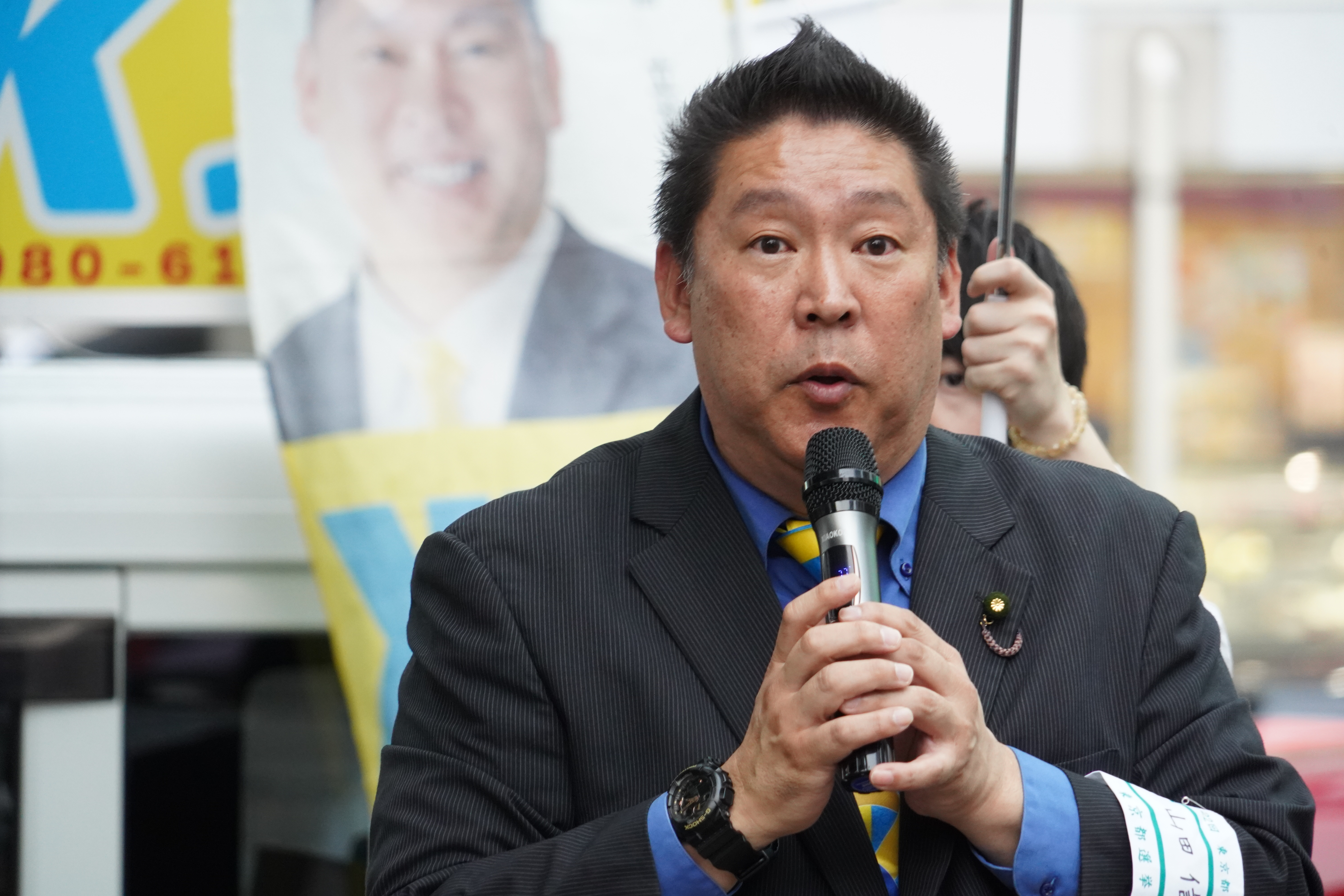
2024年7月6日、渋谷駅前にて

立花は選挙戦中、「斎藤知事はパワハラをしていない」「元西播磨県民局長は10年で10人と不倫しており、不同意性交もしていた。県民局長が自殺した原因は不祥事が発覚することを恐れたため」する主張を繰り広げた。
「（自殺した）元西播磨県民局長が10年で10人と不倫して、不同意性交もしていた」などの発言については、後に「10人」は誤りであると自ら認め、「7人」であると主張したが、その数字も怪しいと発言が二転三転している。後に立花自身は「10年で10人と不倫」「不同意性交」といった情報は、客観的な証拠もない伝聞によるものであると認めている。立花は当初「10年で10人と不倫」という情報を片山安孝元副知事から直接受け取ったとも話していたが、片山は産経新聞の取材に対し、「立花氏と会ったこともない」と事実関係を否定している。立花は「嘘をついてました」と認めざるを得なかった。
「斎藤知事が告発されたのは改革を恐れる反対勢力の策略」「百条委員会は県民局長が自殺した本当の理由を隠している」とする陰謀論もSNSを通じて広まり、その根拠として、百条委員会の奥谷謙一委員長が、「パワハラはなかった」と語っていたとする動画もSNSで広まったが、文脈を無視した切り取りであり、元の動画でカットされた場面を見ると全く逆の意味になっている。2024年8月30日の百条委員会では東播磨県民局長が、「強い叱責は想定外で、頭の中が真っ白になった」「社会通念上必要な指導ではなく、理不尽な叱責だと感じている」と実名で証言している。
立花は元県民局長の公用パソコンに保存されていたと主張する情報を、SNSや動画サイトで公開する。のちに斎藤知事は、県が保有する情報と同一なのか不明として、第三者委で事実関係を確認する方針を示した。それとは別に前総務部長が4月ごろ、元県民局長の公用パソコンにあったとされる個人情報を県議らに見せたという情報漏洩疑惑についても外部の弁護士に調査させる方針を示した。
11月5日、片山の弁護士は報道機関に書面で、片山が立花に対し「面談したこと及び話をしたことは一切ありません。誤解を招くことがないよう、ご連絡差し上げる次第です」と説明した。
11月17日に投開票が行われ、齋藤が再選を果たした。立花は選挙特番に生出演し、各社が斎藤の当確を打つ状況に、「まずおめでとうございます」と頭を下げた。
11月18日、神戸新聞は紙面および電子版「神戸新聞NEXT」における選挙報道で、立花孝志、木島洋嗣の2名を除く斎藤元彦、稲村和美、清水貴之、大澤芳清、福本繁幸の5名のみを「主な立候補者」として取り上げたことについての見解を表明した。知事選期間中、読者からの問い合わせが多数寄せられたため、見解を示したとする。立花は神戸新聞の報道について選挙期間中にYouTube上で取り上げていた。
11月20日、朝日新聞は2024年兵庫県知事選挙における立花孝志の選挙運動についての記事で「本人の当選を目的としない立候補は認めない旨を公選法に明記すべきだ」との専門家（選挙プランナー）三浦博史の見解を紹介した。
11月22日、翌年1月に予定される兵庫県南あわじ市市長選挙への立候補を表明。
11月29日、翌月に予定される泉大津市長選挙への立候補を表明。12月15日に泉大津市長選挙の投開票が行われ、現職の南出賢一に敗れ落選。
同日夜、岸和田市の永野耕平市長が自身の不倫関係にあった女性との訴訟を巡り議会と対立していることを受け、永野が失職した場合は永野の応援を目的として同市長選に立候補する意向を示した。その後自身のYouTubeチャンネルに投稿した動画で「岸和田市の問題に何らかの形で関係していくので南あわじ市長選はパスします」と述べ、同市長選挙への立候補を見送った。
2024年12月3日、兵庫県知事選の「2馬力選挙」について、総務大臣の村上誠一郎は、一般論として他候補の当選を目的とした選挙運動が公職選挙法違反になり得るとの認識を示した。
2025年2月7日、3月に予定される千葉県知事選挙への立候補を表明した。「2馬力選挙をやる」と述べ、自身への投票は求めず、再選を目指す現職の熊谷俊人を応援するとした。熊谷は12日、これを受け「私が望むところではないというのは明言したい。迷惑だし、困惑している」と述べた。14日、7日の自身の発言について「2馬力選挙なんかしません」と撤回した。県知事選挙には予定通り出馬し、インターネットでの誹謗中傷防止をアピールする方針に転換すると説明した。
2025年3月14日、財務省近くで選挙演説中にナタのような物を持った男に襲撃され頭部を負傷した。救急搬送されて治療後、立花は自身のSNSに「頭皮は完全にアウトで、皮膚移植が必要」、「耳とれかけていた」などと投稿する。
立花は千葉県知事選挙の期間中、兵庫県を中心に活動し、千葉県内で活動したのは、告示日の2月27日に船橋市で行った街頭演説と3月8日の千葉市の集会のみ。また、3月10日の兵庫県尼崎市の街頭演説では、訴えの多くは同県の斎藤元彦知事のパワハラ疑惑などを巡る内部告発文書問題で、千葉に関する話題はほとんどなかった。投開票の結果、現職の熊谷俊人に敗れ落選した。
3月30日、自身のXに「立候補せず前市長の永野耕平候補を全力で応援することにしました。お騒がせして申し訳ありません」などと投稿し、同日告示の岸和田市長選挙への立候補の取りやめを表明した。

### 第27回参院選での政党要件獲得失敗
2025年4月22日、同年夏の第27回参議院議員通常選挙比例区に政治団体「NHKから国民を守る党」公認で立候補すると表明した。5月1日、YouTube番組で、比例区ではなく兵庫県選挙区から立候補する意向を表明した。同15日、政治団体と参院会派の名称を「NHKから国民を守る党」から「NHK党」に変更したと明らかにした。しかし参院会派については26日に「NHKから国民を守る党」に戻された。
6月22日告示の三木市長選挙に立候補したが、現職の仲田一彦に敗れた。
7月3日、参院選が公示され、同日に立花は自身が落選し政党要件も満たさなければ「潔く政治家を引退する」と述べたが、投開票日直前に撤回した。7月20日の投開票の結果、兵庫県選挙区では157,005票（得票率5.88%）を獲得したが、定数3に対し7位で落選した。NHK党に関しても比例区での得票が682,626票（得票率1.15%）に留まり、議席や政党要件の獲得はならなかった。20日夜、立花は兵庫県を中心に政治活動を継続する意向を示した。

## 政治活動

### マツコ・デラックスへの抗議活動
マツコ・デラックスが2019年7月29日放送のTOKYO MX「5時に夢中!」（生放送番組）において、NHKから国民を守る党について「この目的のためだけに税金払われたら、受信料もそうだけどそっちのほうが迷惑」「一体これから何をしてくれるか判断しないと、今のままじゃただ気持ち悪い人たち」と述べ、党と投票した有権者を批判した。8月12日、立花はこれに抗議するために、麹町にあるTOKYO MXの1階スタジオの前で約1時間にわたり、動画の生配信を行いながらマツコとTOKYO MXを批判した。翌日の記者会見では、マツコの発言へ抗議するためとして、マツコがレギュラー出演する月曜日の放送時間に合わせてTOKYO MXで“出待ち”を続けることを予告した。日本維新の会代表で大阪市長の松井一郎や漫画家・評論家の小林よしのり、お笑いタレントの太田光、YouTuberのシバターらは立花の行動を非難した（これに対し、立花も太田やシバターなどに強く反論している）。その上数日後には自身のYouTube上で「5時に夢中！」のスポンサー（TOKYO MXのみ）である崎陽軒の商品の不買運動を呼びかけたが、後日この騒動に関係ない崎陽軒を巻き込んだことに謝罪した。
2021年4月、東京地裁でマツコ・デラックスを相手に起こした訴えが棄却された。立花は控訴する事はなく、裁判を終結させた。立花は「マツコさん個人を攻撃しているように思われたかもしれないが、そう思わせた部分はごめんなさい」「我々はテレビというメディアの権力と闘っているが、（外資規制違反したフジ・メディア・ホールディングス傘下の）フジテレビの放送免許が停止しないことや総務省の問題を見れば分かるように腐りきった権力。マツコさんも、それにうまく使われていて、必要がなくなればポイ捨てされる」と述べた。

## 政策・主張

### NHK問題
- NHKのスクランブル放送化[103]。緊急的なものや教育や福祉の番組についてはスクランブルをかける必要はないとしている[104]。
- NHKのスクランブル放送化を達成したら、党を解党し、政治家を引退するとしている[105][106]。
- NHKとは契約だけを結び、不払いを実行することを推奨している。（NHKとの未契約は法令違反、不払いは法令違反ではないということから）

### 優生思想

#### 「虐殺」発言
2019年9月、元大阪府吹田市議会議員の神谷宗幣との対談動画の中で「世界平和をするためには、人口コントロールだと思っている。馬鹿な国ほど子どもを産むから。馬鹿な民族というかね」と発言し、「アホみたいに子どもを産む民族はとりあえず虐殺しよう」「ある程度賢い人だけを生かしといて、後は虐殺して」と、ジェノサイド（集団虐殺）を想起させるかのような発言をおこなった。また、別の動画では「差別やいじめは神様が作った摂理」「自然でいいんじゃないか。神様がつくった自然だ。人が人を殺したりすることも神がつくったシステムだから」といった発言もあった。
立花は上記動画にて（集団虐殺を）「やる気はないけど」とも述べており、これらの発言が報道された後、動画にて「（集団虐殺について）そんなつもりは更々ない、そんな事しようとする人には大反対」と全否定している。この発言に対し、社民党幹事長の吉川元は「人種差別の正当化であり断じて容認できない。即刻撤回・謝罪し、議員を辞職すべきだ」として立花の議員辞職を求める談話を発表した。

#### 「質の悪い子を増やしては駄目」
2022年7月、NHK『日曜討論』で少子化問題を巡り「質の悪い子どもを増やしては駄目だ。将来納税してくれる優秀な子どもをたくさん増やしていくことが国力の低下を防ぐ」と発言し、「優生思想」だと批判の声が相次いだ。
番組で立花は、「子どもを増やせばいいというものではなく、子どもの質の問題だ。いわゆる賢い親の子どもをしっかりと産んでいく。サラブレッドでもそう。速い馬の子どもは速い」などと述べた。また、第1子を出産した女性に1千万円を支給すると説明し、「社会でばりばり働いて納税している女性に、いったん仕事を休んで出産、育児に専念してもらう」と語った。

### 憲法改正
日本国憲法の改正に向けた国会発議には当面は反対とし、安倍政権がNHKのスクランブル放送の実現をするのなら交換条件で賛成するとしている。憲法改正そのものの是非については、2019年8月時点では「あえて私の思想は公表しない」と述べていたが、同年10月の参議院埼玉選挙区補欠選挙の際は憲法9条については改正し、自衛隊の存在を明記すべきだが、教育の充実を図るための改正は不要との認識を示した。

### 「コロナは風邪」
2021年6月11日、自身のYouTubeにおいて新型コロナウイルス感染症（COVID-19）の症状が治まらないとして入院する事を明らかにした。同月21日に退院報告をした際に「無事に（新型）コロナの入院から退院しまして、色々とご心配をおかけしました」と述べる一方、以前より述べていた「コロナは風邪である」という従来の主張についても「（新型）コロナに関してはいろいろな人が色々な価値観を持って考え方が違うと思うが、僕自身はやっぱりコロナは風邪だな」とし、「風邪はそれだけ怖い病気だが、若い人にはまったくもって大したことではない」とYouTubeで述べた。

### 選挙公約
- 堺市長選挙では、市のNHK受信料不払いのほか、スマートフォン・電気自転車購入助成、関西国際空港利用促進のための伊丹空港廃止などを公約に掲げた[123]。また、大阪維新の会が推し進める、いわゆる「大阪都構想」については、個人的見解と前置きした上で、「大阪市は政令市の歴史が長く十分やることはやった」とし大阪市域での特別区設置には賛意を示し、「堺市は政令市になったばかりなのでまだ早い」として堺市の都構想への参加には反対した。また、「堺市民が決めるべきで、住民投票は必要」とも述べた[124]。
- 参議院埼玉選挙区補欠選挙では、NHKのスクランブル化は前面に出さず、消費税の5%への引き下げを訴えた[125]ほか、堺市長選と同様にスマートフォン購入時の助成金支給を公約に掲げた[126]。

### その他の政治主張
- インターネットを使った直接民主主義の導入[103]。
- ベーシックインカム制を導入するべきだ[119]。
- アベノミクスは成果を上げていると思う[118]。
- 年金や医療、介護といった社会保障制度は国民負担を増やして維持すべきだ[118]。
- 外国人労働者の受け入れに反対[118]。
- 今後の原子力発電所の存続に賛成[119][118]。
- 普天間飛行場の移設に向けた名護市辺野古の埋め立て工事を政府がこのまま進めるのはやむを得ない（工事を中止すべきでない）[118]。
- トランプ米大統領の米国第一主義の外交は理解できる[118]。
- 日朝首脳会談は無条件で行うべき[118]。
- 今後の国際情勢によっては日本の核武装を検討すべきだ[118]。
- 同性結婚を制度的に認めるべき[118]。
- 女性宮家の創設に賛成[118]。

## 訴訟・事件・トラブル

### NHK関係

#### 帯域除去フィルタ機器「イラネッチケー」をめぐる裁判
2015年6月1日、立花がテレビジョン放送のうちNHKだけを受信しないようにする帯域除去フィルタ機器「イラネッチケー」を千葉県船橋市の党事務所兼自宅（当時）のテレビに取り付けた上で、NHKとの受信契約義務が無いことを確認するため、東京地方裁判所に債務不存在確認訴訟を起こした。2016年7月20日、東京地方裁判所は「イラネッチケーを設置しても取り外せばNHKは受信できる」として、立花に対し一か月分のNHK受信料の支払いを命じた。立花は「イラネッチケー」をテレビに溶接し「取り外しができない」として東京地方裁判所に提訴したが敗訴した。

#### NHK受信料の徴収をめぐる裁判
2015年8月、NHK受信料徴収業務の委託を受けた業者に自宅を訪問された千葉県の人物から電話で相談を受けた立花（当時、船橋市議会議員）が、この人物にNHKに対して慰謝料10万円の支払いを求める裁判を松戸簡易裁判所に起こさせた。この裁判は千葉地方裁判所松戸支部に移送されるも、2016年、敗訴。同年、NHKは立花らが勝訴の見込みがない裁判をこの人物に起こさせたとして、立花らに弁護士費用相当額54万円の損害賠償を求め提訴した。2017年7月19日、東京地方裁判所は立花らが「NHKの業務を妨害するために訴訟に関与しており、裁判制度を不当に利用する目的があった」と指摘。訴権の濫用による業務妨害であるとしてNHKの訴えをすべて認め、立花らに54万円の支払いを命じる判決を言い渡した。

#### 短期賃貸マンション入居者の受信契約をめぐる裁判
短期賃貸マンション（レオパレス21）入居者がNHK受信料を不当に支払わされたと主張し返還を求めた訴訟を立花らが支援、2016年10月27日、東京地方裁判所は「テレビを設置したのは物件のオーナーか運営会社であり、入居者には受信料の支払い義務はなかった」とする判決を言い渡した。一審判決を受けNHKは控訴、二審の東京高等裁判所は「受信設備を占有している人も設置者であり、入居者には支払の義務がある」と判断を下した。原告は上告したが、2018年8月29日、最高裁判所は訴えを退け、NHKが勝訴した。

#### ワンセグ携帯裁判
2017年12月27日、ワンセグ携帯の所有者にNHK受信料の契約義務があるかを争った訴訟の判決で東京地裁が請求を棄却する。2018年6月、東京高裁も地裁の判決を支持し敗訴。

#### 受信料不払いを巡るNHKとの裁判
参議院議員に当選後、議員会館にテレビを設置し、NHKと受信契約を締結した上で不払いすることを宣言している。あえて受信契約を締結することについては、法律上NHKとの契約の義務があることや、契約後の不払いであれば5年で時効となり、申し立てにより過去の受信料は消滅する他、時効分は裁判でも請求できないことから、立花は受信契約を締結し、インターネット等の受信料窓口から振込用紙による支払いへ変更手続きを行った上で不払いをすることを推奨しており、議員会館についても同様に契約して不払いをするという。これに対しNHKは2019年、未払いの受信料4560円の支払いを求める裁判を起こした。
2021年2月17日、東京地裁はNHK側の訴えを認め、立花党首側に受信料の支払いを命じた。立花党首側は、受信料の支払いはNHKとの間で争っている別の裁判の訴訟費用での相殺を求めていたが、東京地裁はこれも認めなかった。

#### 不正競争防止法違反
2020年3月14日、NHKと受信契約を結ぶ顧客の情報を不正に取得したなどとして、不正競争防止法違反と威力業務妨害容疑で警視庁から任意の事情聴取とN国関係者の家宅捜索を受けた。2019年9月、都内の路上でNHK受信料の集金スタッフの男性の業務用端末に表示させたNHKの営業秘密である顧客情報を動画で撮影して不正に取得した上、NHK放送センター前や上田良一会長（当時）宅前で、撮影で得た契約者の個人情報を念頭に「インターネット上に拡散する」などと発言し、会長への面会を迫るなどした疑いが持たれている。集金スタッフの業務用端末を撮影する様子は関係者によってYouTubeに公開されていたが、当該動画は既に削除されている。4月7日、不正競争防止法違反と威力業務妨害の疑いで元集金スタッフと共に書類送検された。4月9日、不正競争防止法違反や後述の中央区議への脅迫などの罪で在宅起訴された。
2022年1月20日、東京地裁は懲役2年6月、執行猶予4年の有罪判決を言い渡した。立花は即日控訴するも、10月24日に東京高裁は立花の控訴を棄却。2023年3月23日付で最高裁は立花の上告を棄却し、判決が確定した。

### 2024年兵庫県知事選挙関連
立花が立候補した2024年兵庫県知事選挙では、立花は街頭演説や立候補者討論会で言及した内容の一部について、「元副知事と面談して聞いた」あるいは副知事から聞いたとうかがえるような発言を行ったが、選挙期間中の11月5日に片山安孝副知事の代理人弁護士は片山が立花と面談したり話をしたりしたことは一切ないと発表した。

#### 兵庫県議らとの訴訟
知事選公示後の11月上旬に立花は兵庫県庁内部告発文書問題を調査する百条委員会の委員長を務める奥谷謙一県議の自宅兼事務所前で拡声器を使って街頭演説を繰り広げ、「出てこい奥谷」「あまり脅しても自死されたら困るので、これくらいにしておく」などと述べた。奥谷は選挙後の11月22日に脅迫と威力業務妨害の両容疑で県警に被害届を提出。また、立花のSNS上の投稿で名誉を傷つけられたとして、名誉毀損容疑でも刑事告訴した。立花は同日、奥谷について「私がデマを吹聴していると言っているので来週中に東京地裁に提訴する」と述べた。
立花は奥谷に対し160万円の損害賠償を求める訴訟を起こしたが、2025年4月15日に請求を放棄し、訴訟が終結した。また、立花は立憲民主党の小西洋之参議院議員が斎藤知事について「虚偽の誹謗中傷などを拡散し後にそれを認めた立花氏と公選法違反の二馬力選挙を行った」などと投稿したことについても160万円の損害賠償を求める訴訟を起こしていたが、こちらも4月16日付で請求を放棄した。
2025年6月4日、兵庫県警は立花を奥谷に対する名誉毀損や威力業務妨害、脅迫の各容疑で書類送検した。

#### 県の情報漏洩疑惑
同選挙後の11月29日、立花は上記告発文書問題の告発者（同年7月に死亡）が公用パソコンに残した情報の一部などと主張して、パソコン画面と思われる画像などをSNSに公開した。12月2日、斎藤元彦知事は立花の投稿がSNS上で拡散されていることについて、「本物かどうかは承知していない」と述べたうえで、事実確認のために第三者機関の設置を検討する意向を明らかにした。

#### 死去した前兵庫県議を巡る言動
立花は2024年兵庫県知事選挙公示翌日の2024年11月1日の街頭演説で兵庫県庁内部告発文書問題における百条委員会委員を務める竹内英明県議について、「ありもしないうそ、うわさ話をつくった人ですよ」と述べ名指しで批判。11月5日には告発者の死去が知事の責任に見えるよう印象操作した「黒幕」として、竹内ら複数の県議の名前が挙げられた文書をYoutube上で公開した。これらは竹内がインターネットでの誹謗中傷に苦しむきっかけの一つになったと毎日新聞は報じた。
竹内は選挙直後の11月18日に辞職願を提出し受理。理由については当初「一身上の都合」とされたが、竹内はひょうご県民連合幹部に対し、斎藤元彦知事を応援する目的で立候補した立花が、竹内を含む委員についての情報を街頭やネット上で発信し、「立花孝志氏に自宅に行くと予告されたり、デマ情報を流されたりして生活が脅かされ、家族を守るために辞職を決断した」と説明していたとされ、インターネット上の誹謗中傷が議員辞職の原因と見られている。竹内は知事選中、周囲に「家から出ることも難しい状況」だと相談していた。
2025年1月18日、竹内は姫路市内の自宅の書斎で意識のない状態で見つかり、死亡が確認された。辞職後もインターネット上でデマを流され続け、「2024年末には深刻な状況になっていた」と、竹内の関係者は語っており、死去する直前には病院にも頻繁に通っていた。
立花は2025月1月19日に、「（竹内が）逮捕される予定だった」「兵庫県警からの継続的な任意の取り調べを受けていた」「逮捕されるのが怖くて自ら命を絶った」などと事実とは異なる内容を動画投稿サイトで発信した。
兵庫県警の村井紀之本部長は20日、県議会の警察常任委員会で、竹内について「被疑者として、任意の調べをしたことはなく、逮捕するという話は全くない」と言及した。本部長は「基本的に個別案件の捜査について言及することは差し控えているが、事案の特殊性に鑑みた」として答弁。「全くの事実無根で、明白な虚偽がSNSで拡散されていることについては極めて遺憾だ」と述べ、立花の発言を全面的に否定した。複数の県警関係者も「竹内氏は捜査の対象になっていない」と否定している。その後、立花は同月20日のXでの自身の投稿を削除するとともに、YouTube配信において「竹内元県議会議員が亡くなった理由が警察の逮捕が近づいていて、それを苦に自ら命を絶ったということについては、間違いでございました。訂正させていただきます。そして、謝罪をさせていただきます」と謝罪した。一方で、立花は謝罪後も「故人が悪事を働いていたことは明らか」「批判や誹謗中傷を受けたから自殺したと考えるのは思考が単純すぎる」と発信を続けている。
1月下旬に立花は竹内らが知事を陥れた「黒幕」とする文書について、百条委員会の副委員長を務める日本維新の会の岸口実県議から受け取ったものであると主張した。岸口は2月10日、前年の知事選公示日翌日に立花と面会したことは認めつつ、同席していた第三者の関与の示唆しながら「（文書は）私から提供したものではない」「私が作ったものじゃない」と釈明した。

### その他

#### 元支持者に対する嫌がらせ
2018年頃より立花と大橋は「熊さん」と呼ばれる元支持者の一般男性に対し、嫌がらせを繰り返した。電話で罵る。個人情報のドクシング、犯罪をでっち上げて警察を呼ぶなどである。
2019年5月、北海道にある熊さんの自宅に救急車とパトカーが到着する様子を地元の支持者からの密告を受け、立花は「亡くなったかもしれない」と淡々と語った。

#### 森友学園問題
森友学園関係者が死亡した件について、摂津市議会議員の渡辺慎吾市議が遺体の状態を知っていたことなどから、渡辺が殺害に関与した疑いがある、取材に圧力をかけた旨の発言をした動画をアップロードした。渡辺は立花を名誉毀損で刑事告訴及び損害賠償請求を起こした。刑事告訴では嫌疑不十分で不起訴になったものの民事訴訟では名誉毀損を認定し30万円の慰謝料を命じられた。この慰謝料の支払いを立花側は拒否したため議員報酬の差し押さえとなった。原告となった渡辺は、立花について、順法精神に問題があると批判した。

#### 記者への暴行事件
2018年の松戸市で行った選挙運動で記者に暴行を加えたとする記事を掲載した扶桑社を名誉毀損提訴、200万円の損害賠償を求めた。2019年11月15日東京地裁は「腕を掴んでいるので暴行は真実である」と判断し立花の請求を棄却した。

#### 中央区議への脅迫事件
2019年4月にN国党から立候補して当選しその後、離党した東京都中央区議の男性に対し、7月上旬にYouTubeに「（男性を）ぶっ壊す」などと発言した動画を投稿した。男性は被害届を提出し、10月2日に立花は脅迫容疑で書類送検された。

#### 詐欺疑惑
立花孝志ひとり放送局株式会社において、2012年から株主の募集をしながら、増資をせず株主総会も一度もなければ配当もない詐欺行為の疑惑が週刊文春により報道された。立花は会社の資金ではなく自身の貸付行為として処理したことを同誌の2019年8月29日号のインタビューで認めている。

#### ジャーナリストへのスラップ訴訟
2019年9月19日、立川市議会議員の久保田学がフリージャーナリストによるインターネットサイト上の記事において「立川市に居住実態がない」などと書かれたことについて、これを名誉毀損であるとして慰謝料を求めて提訴、これに対しフリージャーナリストも久保田が経済的な負担を課すことを目的に裁判を起こしたとして慰謝料を求めて反訴した裁判の判決が千葉地裁松戸支部で言い渡された。同判決は久保田の訴えを棄却した上、その提訴自体が不法行為であるとして、反訴していたフリージャーナリスト側の弁護士費用を含む約78万5000円の賠償を久保田に命じた。立花自身がスラップ訴訟と公言していた上、判決でも立花の関与を指摘、スラップ訴訟であることが認定された。なお、立花は週刊誌の取材に対し「スラップ訴訟は日本では違法ではない」と正当性を述べている。
2024年6月には同じジャーナリストが、立花が代表を務める政治団体「NHKから国民を守る党」について「反社会的カルト集団」とSNSに投稿。配信動画では「サリンをまかないオウムみたいなもん」などとも発言したため、N国側は名誉毀損だとして160万円の損害賠償を求め訴訟したが、11月27日に東京地裁はN国の請求を棄却した。判決では過去に立花が有罪判決を受けたことや、党の役員会で「法律を守らない政党であるということを売りにしたい」などと述べたこと、動画投稿サイトでの「虐殺」発言などが真実だとし、ジャーナリストの表現は「論評の域を逸脱していない」とした。

#### 大津綾香へのつきまとい行為
2024年5月22日、みんなでつくる党党首の大津綾香に「質問に答えてください」「逃げるんですか」などと言いながらスマートフォンで撮影した。立花はこの動画をYouTubeに投稿し、その後、つきまとい行為に当たるとして軽犯罪法違反容疑で書類送検された。立花は「つきまとい行為は成立していない」などと否認しているという。

#### 財務省前での襲撃事件
2025年3月14日 17時過ぎ頃、財務省付近で有権者と写真撮影中、30歳の男にナタのようなもので襲撃され頭部を負傷した。
犯人の男は写真撮影の列に並んでいたが、順番が回ってくると突如、立花を目がけて持っていた刃渡り16センチメートルのナタを振り下ろした。男は近くにいた有権者2人に取り押さえられ、殺人未遂の現行犯で逮捕された。男は「他の議員を自殺に追い込むようなやつだからやった」「殺すつもりだからやった」と容疑を認めた上で、動機については「兵庫県の議員が自殺をしたというニュースを見て殺意を抱くようになった」と供述した。立花は左耳付近に全治一ヶ月の裂傷を負ったが意識ははっきりしており、病院にて自身のSNSで状況を発信した。

#### みんなでつくる党ボランティア男性の自殺
2025年4月、大津綾香率いるみんなでつくる党に2022年頃からボランティアとして参加していた男性が自殺した。
2024年6月20日告示、7月7日投開票の東京都知事選で、立花率いるNHK党が寄付をした人物の求めに応じて卑猥なポスターなどを選挙掲示板に貼ったことに対して、当時63歳の男性は反対を訴えるオンライン署名の呼び掛け人であった。「選挙の趣旨を無視し、掲示板をビジネスのネタにしている」と非難し、都選挙管理委員会に、NHK党に関する法的措置を求めた。
2025年1月、立花は支持者から男性の住所を入手して複数回に分けて動画に晒した。すると支持者の1人は自身のXに男性の自宅付近の写真を掲載したり、男性の自宅付近を徘徊する様子を動画配信した。別の支持者はYouTubeチャンネルで40本以上もこの男性を扱う動画を投稿した。
男性は2月には「現実的に犬笛と言わざるを得ないような事態が大きく発生している。私の自宅の写真が晒されたり、近くに訪問したことを脅しのような文句をつけて公開するといったようなことが起きている」と立花をプライバシー権侵害で訴え、会計報告を行う約束で裁判費用のカンパを募ったが、名義人欄に誹謗中傷や差別用語を書き込みつつ1円や5円での振込をする嫌がらせを受けた。男性は「精神的な『殺し屋』に囲まれ、監視され、標的にされていることは痛感する」と投稿した。
2025年4月8日、男性は自身のXに遺書を投稿した。「私が死を選んだ、選ばざるを得なかった最大の理由は立花孝志です。彼の存在と言動、行状が無ければ、決して死を考えることは無かったと断言します」との一文が記載され、立花が自身のSNS上で男性の住所を晒したことで、立花の支持者から執拗な嫌がらせを受け精神的な苦痛を被り、警察からも十分な対応が得られなかったために死を選ぶことになったことが書かれていた。
4月15日、大津綾香は記者会見を開き、男性が自宅近くの川で自殺していたことを公表した。立花孝志にSNS上で自宅の住所を公開されたことなどが要因だとした。大津や代理人弁護士によれば、2024年の都知事選で選挙掲示板に卑猥なポスターが張られたことに反対する署名活動をした後SNSでの誹謗中傷が増え、25年1月下旬には住所を晒され、不審者が自宅周辺を徘徊しながら動画配信する嫌がらせを受けた。

## 動画配信
2010年に「尖閣ビデオ流出事件」に大きな衝撃を受けてYouTubeを始めようと決意し、2011年11月にはインターネットテレビ「立花孝志ひとり放送局」の放送を開始した。11月16日、YouTubeチャンネルを開設。
2012年から立花孝志ひとり放送局の株主を募集をしながら、増資をせず株主総会も一度もなければ配当もない詐欺行為の疑惑が週刊文春により報道された。立花は会社の資金でなく自身の貸付行為として処理したことを同誌のインタビューで認めている。
2019年7月21日の参院選投開票日、選挙特番に出演した立花は、今回の参院選における資金と候補者は「全部YouTubeで集めた」と話した。

### 動画内容
YouTubeでは主にNHK問題について解説しており、NHK受信料を払わない方法などを伝えている。動画の始めと最後で、拳を握った右腕を振りかぶりながら「NHKをぶっ壊す！」と決めセリフ（このセリフが2019年度のネット流行語大賞の金賞に選ばれた）を言うのがお決まりとなっている。

## 旧統一教会との関係
- 2025年1月24日、浜田聡と共同で記者会見を開いた。浜田はNHK党の方針として、自治労、自治労連等を支持母体とする立憲民主党と共産党を攻撃する事を目的として、NHK党の方針に従える人物である事を大前提として、6月22日投票日の東京都議会選挙において、全42選挙区に世界平和統一家庭連合（旧統一教会）の候補者を擁立することを提案すると宣言した[210]。

- 2025年3月8日、旧統一教会信者が代表を務める「信教の自由と人権を守る千葉県民の会」が主催したイベントに、旧統一教会顧問弁護士の徳永信一とともに登壇した[211]。この中で信者の声を外の人に伝えるためにネットというツールが有効として「ネット戦略」を推進するよう助言した[211][212]。

- 2025年7月、NHK党が旧統一教会の選挙支援を得ていることを公表した[213]。

## 人物

### 人柄
- 父親も母親も不倫していて、いつも浮気相手と一緒にいたため両親がほとんど家にいない、寂しい家庭で育つ[9]。子供の頃、生活費は足りなかったので毎日生きるのに必死で、小学5年生から新聞配達のバイトをして何とか生活していたが、ある日小学校の教室で栄養失調のために倒れた[9]。また暴力的な3歳年上の姉によく殴られていた[9]。中高時代は部活は何もせず、毎日喧嘩ばかりだった[9]。偏差値30台の公立高校に進学した[9]。実家にいるのが嫌で風呂ナシ便所ナシの独り暮らしを始めたが、学費も家賃も払う余裕がなかった[9]。カネがなかったので早朝3時に起きての新聞配達、ガソリンスタンド、祖父がやっていた淡路島と大阪を結ぶ観光船のキップ切りなど、いろいろなバイトをやった[9]。それでも生活できなくて、空いた時間にパチンコをやり3か月で400万円ほど稼いだこともあった[9]。
- 自宅では3匹の猫を飼い[125]、ボウリングとゴルフ、野球を趣味としている[125]。座右の銘には「金と知恵は使えば使うほど増える」「金と女と票は追えば追うほど逃げる」を挙げる[214]。
- 終戦の日にあたる2019年8月15日に、靖国神社に私人として参拝し[215]、同年10月には、自身が「幸福の科学の信者である」と動画内で発言、幸福の科学を母体とする「幸福実現党の釈量子や与国秀行と仲がいい」と語るも、「教団にお布施を払ったことはない」とも話している[216]。
- 2022年11月10日、「NHK職員時代に某アナウンサーの元奥様と不倫していた」と自身のTwitterに投稿した[217]。
- 2024年12月1日、『週刊文春』が立花に「税金を滞納しているのですか?」と質問すると、立花は「めちゃくちゃ滞納しています」「お金がないからです。色んなところから12億円借りてる」と認め、さらに「いつ自己破産してもいいと思っている」と述べている[218]。

### 親族
- 両親、祖父母とも淡路島（父は兵庫県洲本市、母は五色町）出身で、淡路貨物・淡路物産・深日海運は親戚が経営している会社である[219]。母方の祖父は堺村の村議会議員を務めた[219]。父親は普通のサラリーマンだったが、たまに家に金を置きに帰ってくると、すぐに出て行ってしまっていた[9]。幼稚園の時に両親が離婚する[220]。3歳年上の姉がいる[9]。
- 2023年現在独身だが、過去に離婚歴があり、前妻との間に娘がいる[9]。2019年3月に配信された立花のYoutubeチャンネルに当時26歳の娘が登場し、薬剤師国家試験に合格したことを明かしている[221]。

## 評価
- 川上量生（ドワンゴ創業者）:「誹謗中傷で相手を自殺に追い込んだり、批判する人間を裁判したり住所をさらして信者に嫌がらせをさせる立花孝志」[222]「日頃から他人を平気で誹謗中傷するのに、自分たちへの批判に対してはすぐに訴訟を乱発する立花孝志氏と福永活也弁護士。反社会的カルト集団に呼ばれるにふさわしい団体ですね」[223]。「社会的立場がある人間は普通は立花孝志氏一派とは関わらないのが賢い生き方だと思います」[224]

- 大橋昌信（元NHK党副党首）「何度でも言います。立花孝志は息を吐くように嘘をつきます。なんの疑いもなく話を聞くのは愚かであり危険です。客観的な証拠が示されなければ疑う事をしてください。そうでないと真実に近づくことは出来ません」[225]「断言する。立花孝志は稚拙で金のためなら平気で嘘をつくし騙す詐欺師。己の感情をコントロール出来ずに平気で名誉毀損、誹謗中傷、ネットリンチをするクズ野郎」[226]

- 望月衣塑子（東京新聞記者）:「元兵庫県議・竹内英明氏が自ら命を絶ったとみられている。背景に、立花孝志氏が「犬笛」を吹き続けた結果、SNS上での誹謗中傷がエスカレートしたとの指摘がある」「立花氏の言動に踊らされて、ネットで誹謗中傷を行ってきた人々は、自分たちの行動が何をもたらしたのかを深く考えてほしい。煽動に乗り、人の尊厳を踏みにじる行為に加担することは、決して許されない。立花氏の言動の数々は、もはや「言論の自由」の範疇を超えた暴力だ。」[227]

- 郷原信郎（弁護士）: 立花が竹内元県議の死の直後に、「竹内氏が警察に逮捕されることを苦に命を絶った」などとYouTubeで発言したことについて、「虚偽の事実の摘示」についての「未必的な故意」は十分に認められると考えられ、人の死の直後に、社会的評価を下げる死の理由に虚偽を発信し、それがSNSで大量に拡散したゆえに死者の名誉毀損としての違法性を指摘した[228]

## 発言

### 差別といじめ
- 「オレ、人種差別は、こんなん政治家が言ったらあかんけど、やめようと思ったことないから。だって、差別とかイジメっていうのも神様が作った摂理だから、本能に逆らうことになるでしょ」[229]

- 「誰かを差別したり、誰かをイジメることによって、自分が安心できるっていう、人間が持ってる本来の摂理なので、それ（差別やいじめに反対すること）が本当に正しいのかっていうのは、すごく疑問がある」[230]

### 本人発信の情報の裏取り不足について
- 「名誉毀損で済むような問題ならやってしまえって考えですよ、僕は。あのね、人の体とか、有形物を壊すとか、いわゆる何て言うんだろう、心とか体が傷つく程度だったらアレですけど、その名誉毀損ぐらいに関しては、公人だったらいいと思ってますよ。僕は」[231]

立花は森友学園問題が同和絡みの事件だと主張したが、事実関係の把握不足と論理の破綻を菅野完に指摘された。さらに「取材が浅い、嘘上等でものを言っている、これって僕、かなりヤバい話やと思うんですけど？」と問いかけられると以下のように発言した。
- 「それをヤバいと思うのは自由でしょうけど、じゃあ、もっと、たとえばメディア名を言えばね、それは『東スポ』さんとか、そういうところで相当走っているじゃないですか」[233]

### 同和地区
2018年3月23日の森友学園問題に関する配信で同和地区に対する自身の見解について発言した。立花は、八尾市に同和関係者が多いと主張し、家業が建設関係であることを根拠に松井一郎が同和地区出身だと主張した
- 「橋下徹さんも松井一郎さんも同和地区の出身である。こんなこともなかなか言えません。これ言うだけで名誉毀損で訴えられたら、もうどうしようもできないです。」[235]

- 「橋下さんは ... 確かお父さんが暴力団。親戚がそう言うね、暴力団関係者もいて、だいたいそういう同和の人って、結局お金がないから、お金がない人って犯罪をする。」[236]

- 「で、松井一郎さんも同和の人であると僕も思っています。」[237]

- 「松井さんは大阪府では同和の人が特に多いと言われている八尾市でですね。... 建設関係の仕事をお父さんの代からやっています。」[238]

### NHK
1998年には当時のスポーツ報道センターのセンター長兼担当局長の要請で、立花がNHK大阪放送局から経理担当者として抜擢されたと話す。当時、職場には200人近い職員と外部の人間が数百人ほどおり、予算は制作費と放送権料だけで200億円。それ以外にオリンピックの放送権やワールドカップの放送権その他が別予算立てであったため500億円ほどの予算があったと語る。「みんなの体操」という番組はNHKでも最も古い番組だが、当時年間予算が3000万円に対し6000万円の支出があり、200％の赤字であった。これを問題視した立花の調査の結果、多胡肇、岡本美佳などの歴代体操指導者がNHK専属（他局の出演ができない）となっており、彼らの出演料が1人年間1000万円近くに上ることが判明したと語る。
また加藤由美子、幅しげみ、名川太郎などピアノ伴奏者らはピアノを即興で月に7回（1回あたり3－5時間拘束）弾くだけで年収が1000万円を軽く超えていたという。その出演料の一部が体操のチーフプロデューサーに流れていたが、直接渡すと問題があるため、NHKではハワイ旅行などの接待として支出していたという。この高額な出演料が赤字の原因と考えた立花は上司に報告したところ、改善の必要ありと判断されたため、立花は出演者らを呼び出し、3年間をかけて下げていくという交渉をした。チーフプロデューサーに対しては処罰も考えたが、NHKの組織としての信頼を落とすと考え踏みとどまった。これが立花にとって東京の報道局最初の大きな仕事になり、上司から評価され立花は当テレビ番組の責任者となったと話す。2000年には、「巡回ラジオ体操」という夏休みに全国を回る企画中に、体操指導者の一人がアシスタント女性の部屋に押し入りセクシャルハラスメントをしたことがあり、その隠ぺい対策もしたなどと語っている。

## 選挙歴
| 当落 | 選挙                     | 執行日         | 年齢 | 選挙区       | 政党                | 得票数     | 得票率 | 定数 | 得票順位 /候補者数 | 政党内比例順位 /政党当選者数 |
| ---- | ------------------------ | -------------- | ---- | ------------ | ------------------- | ---------- | ------ | ---- | ------------------ | ---------------------------- |
| 落   | 摂津市議会議員選挙       | 2013年9月8日   | 46   | ――           | NHKから国民を守る党 | 317票      | 1.1%   | 21   | 25/29              | /                            |
| 落   | 町田市議会議員選挙       | 2014年2月23日  | 46   | ――           | NHKから国民を守る党 | 1589票     | 1.1%   | 36   | 38/41              | /                            |
| 当   | 船橋市議会議員選挙       | 2015年4月26日  | 47   | ――           | NHKから国民を守る党 | 2622票     | 1.4%   | 50   | 35/73              | /                            |
| 落   | 東京都知事選挙           | 2016年7月31日  | 48   | ――           | NHKから国民を守る党 | 2万7241票  | 0.4%   | 1    | 8/21               | /                            |
| 落   | 茨木市議会議員選挙       | 2017年1月22日  | 49   | ――           | NHKから国民を守る党 | 1531票     | 1.7%   | 28   | 33/43              | /                            |
| 落   | 東京都議会議員選挙       | 2017年7月2日   | 49   | 葛飾区選挙区 | NHKから国民を守る党 | 4463票     | 2.4%   | 4    | 8/8                | /                            |
| 当   | 葛飾区議会議員選挙       | 2017年11月12日 | 50   | ――           | NHKから国民を守る党 | 2954票     | 1.9%   | 40   | 33/59              | /                            |
| 落   | 堺市長選挙               | 2019年6月9日   | 51   | ――           | NHKから国民を守る党 | 1万4110票  | 5.1%   | 1    | 3/3                | /                            |
| 当   | 第25回参議院議員通常選挙 | 2019年07月21日 | 51   | 比例区       | NHKから国民を守る党 | 13万233票  | 88.8%  | 50   | 1/4                | 1/1                          |
| 落   | 第24回参議院議員補欠選挙 | 2019年10月27日 | 52   | 埼玉県選挙区 | NHKから国民を守る党 | 16万8289票 | 13.6%  | 1    | 2/2                | /                            |
| 落   | 海老名市長選挙           | 2019年11月10日 | 52   | ――           | NHKから国民を守る党 | 2990票     | 5.5%   | 1    | 3/3                | /                            |
| 落   | 桜井市長選挙             | 2019年11月24日 | 52   | ――           | NHKから国民を守る党 | 1294票     | 8.3%   | 1    | 2/2                | /                            |
| 落   | 小金井市長選挙           | 2019年12月8日  | 52   | ――           | NHKから国民を守る党 | 678票      | 1.7%   | 1    | 4/4                | /                            |
| 落   | 東京都知事選挙           | 2020年7月5日   | 52   | ――           | ホリエモン新党      | 4万3912票  | 0.7%   | 1    | 6/22               | /                            |
| 落   | 兵庫県知事選挙           | 2024年11月17日 | 57   | ――           | 無所属              | 1万9180票  | 0.8%   | 1    | 5/7                | /                            |
| 落   | 泉大津市長選挙           | 2024年12月15日 | 57   | ――           | NHKから国民を守る党 | 4439票     | 17.0%  | 1    | 2/2                | /                            |
| 落   | 千葉県知事選挙           | 2025年3月16日  | 57   | ――           | NHKから国民を守る党 | 7万9060票  | 4.83%  | 1    | 3/4                | /                            |
| 落   | 三木市長選挙             | 2025年6月29日  | 57   | ――           | NHKから国民を守る党 | 4693票     | 17.8%  | 1    | 2/2                | /                            |
| 落   | 第27回参議院議員通常選挙 | 2025年07月20日 | 57   | 兵庫県選挙区 | NHK党               | 15万7005票 | 5.88%  | 3    | 7/13               | /                            |

## 関係する政治団体
- みんなでつくる党（旧政治家女子48党）
- ホリエモン新党
- NHKから国民を守る党 (政治団体)
- ゴルフ党
- カワイイ私の政見放送を見てね[240]
- 石丸幸人党[241]
- ポーカー党[242]
- 覇王党[243]
- 議席を減らします党
- 座間未来の党
- 農業党
- 真実正義党[244]
- 次世代あらかわ
- つばさの党(諸派党構想)
- 参政党から国民を守る党

## 著作

### 単行本
- 『NHKをぶっ壊す！ 受信料不払い編―日本放送協会の放送受信料を合法的に支払わないための放送法対策マニュアル』オクムラ書店、2017年5月。ISBN 978-4860531317。
  - 『[新版]NHKをぶっ壊す！【受信料不払い編】―日本放送協会の放送受信料を合法的に支払わないための放送法対策マニュアル』オクムラ書店、2019年12月。ISBN 978-4860531362。
- 『ぶっ壊す力』repicbook、2020年1月。ISBN 978-4908154225。
- 『NHKから国民を守る党立花孝志かく闘えり』大洋図書、2020年4月20日。ISBN 978-4-8130-2284-8。
- 『諸派党構想 我々は政権を奪取する』日本橋出版、2021年8月30日。ISBN 978-4-4342-9357-3。
- 『有罪なれど反省せず』女性議員50%を目指す党出版事業部、2022年1月28日。

## ディスコグラフィー

### 配信シングル
|     | 発売日         | タイトル      | 備考                                                                                                |
| --- | -------------- | ------------- | --------------------------------------------------------------------------------------------------- |
| 1st | 2018年11月30日 | NHKをぶっ壊す | シンガーソングライター・MAYAが作詞・作曲を手掛け、コラボレーション。 「立花マヤ」名義でのリリース。 |